# Albaner i Tyskland
Det finns uppskattningsvis omkring 300 000 albaner i Tyskland som ursprungligen kommer från Albanien, Kosovo och Makedonien.

## Historia
Den första albanska migrationsvågen ägde rum år 1968. De var gästarbetare och var huvudsakligen industriarbetare. De betraktades som jugoslaver och inte som albaner eftersom de flesta kom från Kosovo som vid denna tid tillhörde Jugoslavien. På grund av den spända politiska situationen i Kosovo anlände fler och fler albaner till Tyskland på 1980-talet.
Under kriget i Kosovo år 1999 sökte många kosovoalbaner asyl i Tyskland. Vid slutet av år 1999 var antalet albaner i Tyskland omkring 480 000 och omkring 100 000 flyttade tillbaka, antingen frivilligt eller med tvång.

## Migrationssituationen
Enligt den tyska folkräkningen från år 2015 fanns omkring 323 000 personer från Kosovo och 70 000 personer från Albanien bosatta i Tyskland. Det finns även albaner från Makedonien bosatta i Tyskland. Den officiella tyska folkräkningen talar dock inte om etnisk bakgrund. För närvarande är de tyska städer med flest albaner Berlin, Hamburg, München och Stuttgart. I Berlin fanns omkring 25 000 albaner år 1999, antalet sjönk på grund av återvandring och Tysklands generella befolkningsminskning. Det är svårt att veta det riktiga antalet albaner i Tyskland på grund av att många registrerades som jugoslaver och/eller som makedonier när de först anlände. Tyskland är bland de europeiska västländer med flest asylsökare från Kosovo.